# Ananga ranga

Ananga ranga.

El Ananga ranga ("los matices del dios del amor") o Kamaladhiplava ("el bote en el mar del amor") es un manual sexual indio, escrito en el siglo XVI por Kaliana Mal·la.
El poeta escribió esta obra en honor al rey Lad Khan, hijo de Ahmed Khan Lodi, pertenecientes a la dinastía Lodi, que gobernó el norte de la India (llamado en esa época el Imperio afgano) desde la ciudad de Delhi entre 1451 y 1526, y de quien Kaliana era contemporáneo.

## Nombre sánscrito y etimología
- anaṅgaraṅga, en el sistema AITS (alfabeto internacional para la transliteración del sánscrito).[2]
- अनङ्गरङ्ग, en escritura devanagari del sánscrito.[2]
- Pronunciación:
  - [anangáranga] en sánscrito[2] o bien
  - [anangaránga] en varios idiomas modernos de la India (como el bengalí, el hindí, el maratí o el palí).
- Etimología: ‘el amor de Cupido’, o ‘los matices del dios del amor’[2]
  - Anaṅga (‘sin cuerpo’, ‘sin miembros corporales’): nombre del dios del amor en la mitología hinduista, se le llama así desde que en una ocasión quiso que el dios Shiva (que se encontrara meditando) se enamorara de una mujer. Shiva despertó de su profunda meditación, e iracundo, clavó su mirada en Kamadeva y lo incendió. Desde entonces Kama es invisible.
  - raṅga:
    - amor; según lexicógrafos (tales como Amara Simja, Jalaiuda, Jema Chandra, etc.);
    - (masculino) color, pintura, tinte, matiz; según el Majabhárata (texto epicorreligioso del siglo III a. C.), el texto del médico Súsruta  y el Lalita-vistara;
    - la modificación nasal de una vocal, según un texto śikṣā;
    - lugar para la diversión pública o para la exposición dramática, el teatro; una casa de juego, un escenario, cualquier lugar de asamblea; según el Majabhárata y la literatura kavia;
    - los miembros de una asamblea, la audiencia de un espectáculo; según la obra de teatro Sakúntala, el Samkhia-kárika y el Dasha-rupa;
    - un lugar de baile; según lexicógrafos (tales como Amara Simja, Jalaiuda, Jema Chandra, etc.);
    - un campo de batalla; según lexicógrafos;
    - diversión, alegría; según lexicógrafos;
    - (masculino, en el ámbito de la música) un tipo de compás; según el Samguita-sara-samgraja;
    - bórax; según lexicógrafos;
    - extracto obtenido del árbol Acacia Catechu; según lexicógrafos;
    - nombre de un hombre; según el Rasha-taramguini;
    - nombre de varios autores (también Ananga Bhaṭṭa y Ananga Jyotir-Vid); según  catálogos;
    - estaño, lata (desde vaṅga); según lexicógrafos.

## Reseña
Fue traducido al inglés en 1885, editado por sir Richard Francis Burton y quemado posteriormente por Isabel Burton, su esposa, semanas después de su fallecimiento.[cita requerida]
El libro da instrucciones para que el marido promueva el amor por su esposa a través del placer sexual. La variedad de posiciones sexuales produce armonía, y previene que se generen rutina y cansancio entre los miembros de la pareja. Además, posee un extenso catálogo de posiciones sexuales y otros detalles relativos al juego previo y la seducción.[cita requerida]